# Scone

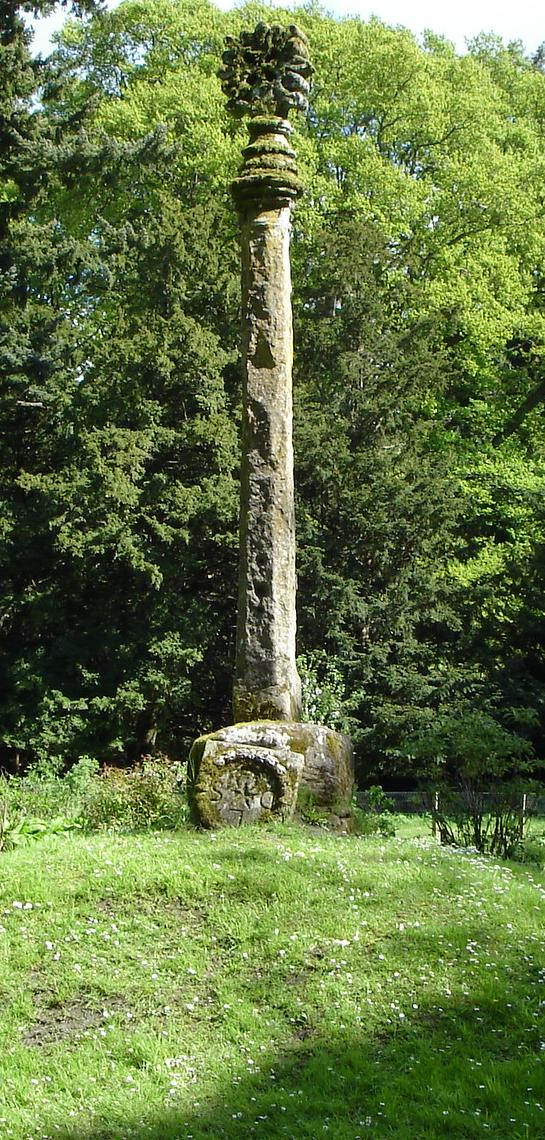
Starobylý kříž v místě původní vesnice

Scone je vesnice ve správní oblasti Skotska Perth and Kinross. Vznikla ve středověku okolo kláštera a královského sídla a od 19. století zůstala opuštěna poté, co byli obyvatelé přestěhovaní z důvodu stavby nového šlechtického sídla hraběte z Mansfieldu.
Starobylé Scone bylo hlavním městem království Alba (Skotsko). Ve středověku bylo královským sídlem, kde byli korunováni mnozí skotští králové.

## Historie
Scone sloužilo jako místo slavnostní korunovace. Bylo tak v rané historii Skotského království hlavním městem Skotska. Nicméně v raném středověku byl král Skotska (Alby) pánem území na sever od řeky Forth. Vládl také Lotianu, Strathclyde a později Huntingtonu a v těchto oblastech také trávil nějaký čas. Král často cestoval a měl jen málo úředníků, takže pojem hlavní město v té době nedopovídal významu jaký má v současnosti. Nicméně Scone je považováno za centrum království ve středověkém slova smyslu.

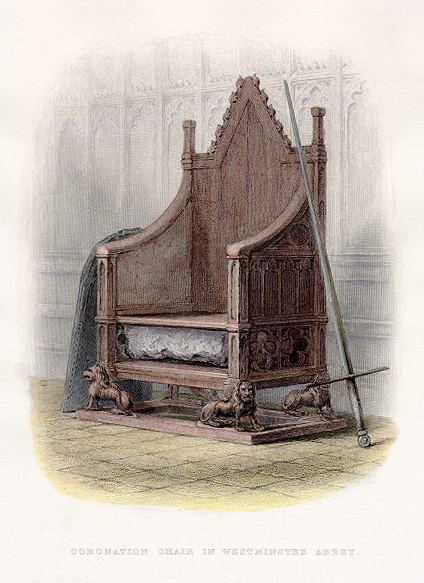
Kámen ze Scone v korunovačním křesle

Ve 12. století přiměly krále zahraniční vlivy k přeměně Scone na centrum více odpovídající hlavnímu městu království. Zřejmě v období vlády Alexandra I. zde vznikla vesnice, která podle jeho slov měla zajistit anglickým kupcům dopravujícím do Scone zboží po moři bezpečí. Scone se ale nacházelo asi dva kilometry od Perthu, kde bylo v době vlády Davida I. postaveno malé město. Král Alexandr také ve Scone někdy v letech 1114 až 1122 založil benediktinské převorství, které se později stalo opatstvím. Toto opatství bylo důležité i tím, že se nacházelo nedaleko místa korunovace a byl v něm uchován korunovační kámen, zvaný „Kámen osudu“ (anglický král Eduard I. jej nechal odvézt do Anglie).
Význam Scone se začal snižovat poté, co se skotští králové přiklonili k francouzské tradici. Panovníci se považovali za Francouze, obklopovali se francouzskými společníky a omezovali přístup Skotů ke dvoru. Nicméně korunovační ceremoniál, s několika málo inovacemi, se dále konal ve Scone až do konce samostatnosti Skotského království. Panovníci si Scone zvolili za své sídlo a konalo se zde i několik důležitých jednání parlamentu.
Podobně se snižoval i význam opatství. Ve 12. století bylo poškozeno požárem v období skotské války za nezávislost bylo terčem vojenského útoku. Skotská reformace v 16. století ukončila význam všech opatství a v červnu 1559 napadli opatství ve Scone reformátoři a zapálili ho.
Roku 1581 bylo Scone přičleněno do hrabství Gowrie a od roku 1620 patřilo nově vytvořenému lordu Scone. Ten opatství rekonstruoval, používal jako své sídlo a hostil zde například i Karla II. při jeho korunovaci. Roku 1803 majitelé (hrabata z Mansfeldu) nechali postavit nové sídlo. Výstavba nového paláce znamenala zrušení starého města a odstěhování původních obyvatel do Nového Scone asi 2 km na východ.